# 우크메르게

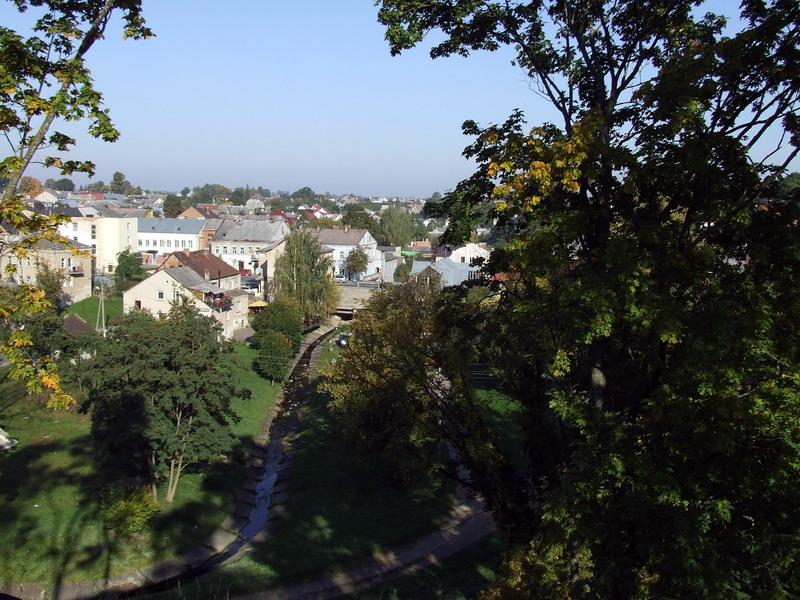
우크메르게

우크메르게(리투아니아어: Ukmergė)는 리투아니아 빌뉴스 주에 위치한 도시로, 인구는 25,886명(2011년 기준)이며 빌뉴스에서 북서쪽으로 78km 정도 떨어진 곳에 위치한다. 1333년 문헌에 처음 등장했으며 1486년 도시 지위를 부여받았다.

시 문장